# Ustyluh
Ustyluh (ucraniano: Устилу́г; polaco: Uściług; yidis: אוסטילע Ustile) es una ciudad de Ucrania perteneciente al raión de Volodímir de la óblast de Volinia.
En 2018 la localidad tenía 2176 habitantes. Desde 2018 es sede de un municipio que abarca más de siete mil habitantes con veinticinco pueblos: Ambúkiv, Vorchyn, Dárnytske, Zábolotia, Zaluzhia, Zoriá, Izov, Kládniv, Korýtnytsia, Ludyn, Mykýtychi, Novyny, Parjómenkove, Polumiane, Piatydní, Rohozhany, Rokýtnytsia, Rúsiv, Selisky, Stenzhárychi, Trostianka, Turivka, Jótiachiv, Jrypálychi y Chórnykiv.
Se ubica en la frontera con Polonia marcada por el río Bug Occidental, unos 10 km al oeste de Volodímir sobre la carretera H22 que lleva a Hrubieszów.

## Historia
Se conoce la existencia de la localidad desde 1150, cuando se menciona en un documento de Iziaslav II de Kiev. Fue uno de los principales puntos comerciales del principado de Galicia-Volynia hasta que en 1240 fue destruido el asentamiento original por la invasión mongola de la Rus de Kiev. La localidad fue reconstruida como punto comercial por el Gran Ducado de Lituania y en 1653 recibió el Derecho de Magdeburgo. En la partición de 1795 se incorporó al Imperio ruso.
El compositor ruso Ígor Stravinski tuvo en su juventud una residencia de verano en la ciudad, que hoy se usa como lugar turístico. La ciudad tenía una población de más de tres mil judíos antes de la Segunda Guerra Mundial, pero en 1941 fue destruida la localidad por los nazis mediante bombardeo; desde entonces ha sido una ciudad de menor importancia en la región.
Antes de la reforma territorial de 2020, Ustyluh era una ciudad de importancia distrital en el raión de Volodímir-Volinski, que únicamente incluía como pedanías a Zaluzhia, Parjómenkove y Trostianka. Era la principal localidad del raión, ya que la entonces conocida como "Volodímir-Volinski" (la actual Volodímir) formaba una unidad separada con estatus de ciudad de importancia regional.